# Phytomyza saskatoonensis
Phytomyza saskatoonensis är en tvåvingeart som beskrevs av Spencer 1969. Phytomyza saskatoonensis ingår i släktet Phytomyza och familjen minerarflugor. Inga underarter finns listade i Catalogue of Life.